# 호르헤 렌데보르그 후니오르
조지 렌더보그 주니어(스페인어: Jorge Lendeborg Jr., 1996년 1월 21일 ~ )는 도미니카 공화국 출신 미국의 배우이다. 2018년 영화 《범블비》에서 메모 역으로 잘 알려져 있다.

## 출연 작품
- 범블비 - 메모 역
- 알리타: 배틀 엔젤 - 탄지 역
- 러브, 사이먼 - 닉 역